# Gloria Stuart
Gloria Frances Stewart (Santa Barbara, Kalifornia, 1910. július 4. – Los Angeles, Kalifornia, 2010. szeptember 26.) Screen Actors Guild-díjas és Szaturnusz-díjas angol-amerikai színésznő. Legismertebb szerepe az 1997-es Titanicból Rose Dawson Calvert.

## Élete
Gloria Frances Stewart 1910. július 4-én született Santa Monicában, Kalifornia államban, az Amerikai Egyesült Államokban. Édesanyja Alice Vaughan Deidrick Stewart, aki Angels Campben született, Kalifornia államban. Édesapja Frank Stewart ügyvéd volt. Gloriának volt egy idősebb fiútestvére, Frank, aki 11 hónappal később született, mint ő. Második testvére, Thomas fertőzésben meghalt még csecsemőkorában. 
Amikor Gloria kilencéves volt, édesapja egy közlekedési baleset áldozatává vált. Halála után édesanyja az Ocean Park-i postán kezdett el dolgozni, hogy fenn tudja tartani azt az életszínvonalat, ami apjuk halála előtt jellemezte őket. Alice egy idő után férjhez ment Fred J. Finch-hez, aki helyi temetkezési vállalkozó, illetve Texasban olajmágnás volt. Gloria Patsy nevű féltestvére 1924-ben született meg. 
Gloria legfiatalabb testvére, Frank Finch a Los Angeles Times magazin sportszerkesztője lett. A lány 1927-ben érettségizett le a Santa Monica High Schoolban, majd rögtön a Berkeley egyetemre ment tanulni dráma és filozófiai szakon, de az utolsó évet nem végezte és nem szerzett belőle diplomát. Hozzáment rögtön Blair Gordon Newelhez. A későbbiekben olyan helyeken játszott, mint a Carmel Playhouse és dolgozott a Camel újságnak is.

## Karrierje
Miután visszatért Los Angelesbe, a Pasadena Playhouse-ban debütált és 1932-ben az Universal Studios leszerződtette. James Whale rendező kedvenc színésznőjeként, 1932-ben annak Az öreg sötét ház című filmjében mutatkozhatott be.
1933-ban rengeteg filmszerepet kapott. Először a Roman Scandals című amerikai filmben mint Sylvia hercegnő, később a Láthatatlan ember címűben mint Flora Cranley. A következő film, amiben feltűnt, a Secret of the Blue Room volt, ahol Irene von Helldorfot alakította. Ezenkívül még olyan filmekben szerepelt, mint a Laughter in Hell, ahol Lorraine-t alakította, a Sweepingsben mint Phoebe, a Private Jonesban ahol Mary Gregg karaktereként, a The Kiss Before the Mirror, ahol Mrs. Walter Bernsdorfot, a The Girl in 419, itt Mary Dolant és az It's Great to Be Alive, ahol viszont Dorothy Wiltont alakította.
1934-ben a Gift the Gab című amerikai filmben Barbara Kelton karakterét alakította. Feltűnt még a Beloved Lucy című filmben, ahol Tarrant Hausmann szerepét kapta meg, az I Like it that Way című filmben Anne Rogersként tűnt fel, az I'll Tell the Worldben, ahol Jane Hamiltont alakította, a The Love Captive című amerikai filmben Alice Traskot és a Here Comes the Navy című amerikai háborús filmben, ahol Dorothy Martint.
1935-ben a Professional Soldier című amerikai filmben Countess Soniat alakította. A következő film amiben feltűnt, a Laddie volt, itt Pamela Pryor szerepében láthattuk, illetve az Aranyásók 1935-ben, ahol Ann Prentissként és a Maybe It's Love Bobbyban Halevyként.
1936-ban szerepet kapott a Wanted: Jane Turner című amerikai filmben mint Doris Martin. A következő filmje a The Girl on the Front Page volt, ahol Joan Langford karakterét alakította. Még ebben az évben a 36 Hours to Kill című filmben Anne Marvist keltette életre. Ezenkívül még olyan sikerfilmekben tűnt fel, mint a Poor Little Rich Girl, ahol Margaret Allent, a The Crime of Dr. Forbes című filmben, ahol Ellen Godfreyt és az utolsó film, amit ebben az évben forgatott le a The Prisoner of Shark Island volt, amiben Mrs. Peggy Muddot alakította.
1937-ben szerepet kapott a Life Begins in College-ban mint Janet O'Hara, illetve a The Lady Escapesben, ahol Linda Ryant. Még ebben az évben a Girl Overboardben, a Mary Chesbrooke főszerepében láthattuk őt feltűnni.
1938-ban Gloria több filmszerepet is kapott. Először a The Lady Objects című filmben, ahol Ann Adams Hayword karakterét alakította. Feltűnt még a Time Out for Murder című amerikai filmben, ahol Margie Ross, a Keep Smiling című filmben, mint Carol Walters. Még abban az évben szerepet kapott az Island in the Sky című filmben mint Julie Hayes, a Rebecca of Sunnybrook Farmban mint Gwen Warren, a Change of Heartban pedig Carol Murdock.
1939-ben szerepelt az It Could Happen to Youban mint Doris Winslow, a Winner Take Allban Julie Harrison karakterét kapta meg és a The Three Musketeers című amerikai drámafilmben Anne királynőét.
1943-ban a Here Comes Elmer című amerikai filmben Glenda Forbest, 1944-ben az Enemy of Womenben Bertha karakterét alakította, illetve a The Whistler című filmben pedig Alice Walkert. A színésznő két év szünetet hagyott, majd 1946-ban a She Wrote the Book című filmben Phyllis Fowler szerepében tűnt fel.
1982-ben, több évtized kihagyása után szerepet vállalt a My Favorite Year című filmben, Mrs. Horn szerepében. Két év múlva a Mass Appealben Mrs. Curry volt. Vendégszereplője lett az 1986-os Wildcats című filmnek, amelyben Mrs. Connolly karakterét kapta meg.
1997-ben kapta meg élete legnagyobb szerepét, amikor a Titanic című amerikai drámafilmben az idősebb Rose karakterét alakította, aki az egész tragédiát meséli el. Megformálásáért Oscar-díjra jelölték, ezzel ő lett minden idők legidősebb színésznője, akit Oscarra jelöltek.
Ezután ismét lendületet kapott a karrierje, feltűnt többek közt A millió dolláros hotelben és az Anyám, a kémben.
Utolsó szerepét Wim Wenders 2004-es A bőség földje című filmjében alakította.

## Magánélete
Háromszor ment férjhez; egy lánya, négy unokája és tizenkét dédunokája van.
1934-ben Stuart és Newel kapcsolata olyannyira megromlott, hogy beadták a válókeresetet és el is váltak, nem sokkal később Gloriára újra rátalált a szerelem, Arthur Sheekman személyében, aki Groucho Marx legjobb barátja volt. Egy gyermekük született, Sylvia Vaughn Sheekman, 1935-ben. Gloria rábeszélte férjét, hogy utazzák körül a világot. Amikor megérkeztek Franciaországba, önkéntesek lettek a French Resistance nevű szervezetnél, majd épp elérve az utolsó hajót, visszautaztak New Yorkba. Úgy döntöttek, hogy ott fognak majd dolgozni a helyi színházakban. Sheekman számos darabot írt, míg Stuart több filmszerepet is kapott, főleg nyár folyamán, például az Our Town című darabot. Sheekman darabjait sorra dobták vissza, ekkor döntöttek úgy, hogy visszatérnek Hollywoodba, ahol az asszonyt a Paramount Pictures leszerződtette. Stuart ez idő tájt énekórákat vett. 
1946-ban megnyitotta első kis üzletét, a Décor Ltd.-t, ahol lámpákat és egyéb lakberendezést adott el, amit ő maga készített. Sheekman 17 darabot írt a következő tizenhat év alatt. 1954-ben lányuk beiratkozott a Berkeley egyetemre, ekkor csatlakozott a pár barátjukhoz külföldön, Rappallon. 43 év boldog házasság után törés következett be a paradicsomi életben, Arthurnál Alzheimer-kórt diagnosztizáltak, és 1978. január 12-én, néhány héttel a születésnapja előtt elhunyt. 1983-ban Gloria újra férjhez ment, ez volt a harmadik házassága. Ward Ritchiet vette el, s ez a házasság a férj 1996-ban bekövetkezett haláláig tartott. 
Stuartnál 95 éves korában tüdőrákot diagnosztizáltak, de ennek ellenére megérhette 100. születésnapját. Pár hónappal később, 2010. szeptember 26-án a kaliforniai Los Angelesben érte a halál. Elhamvasztották. Hamvait a családja hazavitte. (forrás: Find a Grave Memorial)

## Filmjei

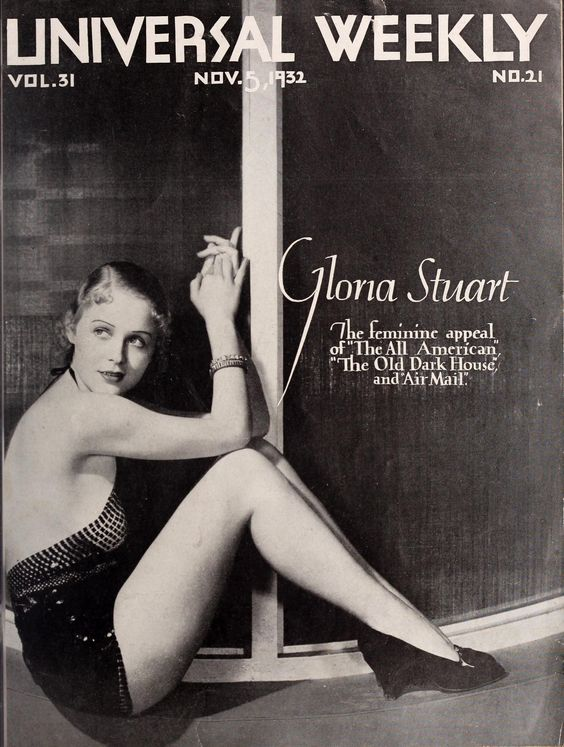
Stuart az Universal Weekly borítóján, 1932. november

- 2004 – A bőség földje (Land of Plenty) ... idős hölgy
- 2003 – Csodák (tévésorozat) ... Rosanna Wye
- 2002-2003 – General Hospital (tévésorozat) ... Catherine
- 2001 – Angyali érintés (tévésorozat) ... Grams
- 2001 – A láthatatlan ember (tévésorozat) ... Madeline Fawkes
- 2001 – Gyilkos sorok – Az utolsó szabad ember (Murder, She Wrote: The Last Free Man)
- 2000 – Anyám, a kém (tévéfilm) ... Grandma
- 2000 – A millió dolláros hotel (The Million Dollar Hotel) ... Jessica
- 1999 – The Titanic Chronicles ... Mrs. Helen Bishop (szinkronhang)
- 1999 – A szerelmes levél (The Love Letter)
- 1997 – Titanic ... az idős Rose
- 1989 – A lány, aki túl sokat tud (She Knows Too Much)
- 1988 – Shootdown (TV Film) ... Gertrude
- 1987 – Gyilkos sorok (TV Sorozat) ... Edna Jarvis
- 1986 – Vadmacskák (Wildcats)
- 1985 – There Were Times, Dear (tévéflm)
- 1984 – Papi védőbeszéd (Mass Appeal) ... Mrs. Curry
- 1983 – Manimal (tévésorozat) ... Bag Lady
- 1982 – Legkedvesebb évem ... Mrs. Horn
- 1981 – Merlene of the Movies (tévéfilm)
- 1981 – Sarah McDavid bántalmazása (The Violation of Sarah McDavid) ... Mrs. Fowler
- 1980 – Enos (tévésorozat) ... Lilly
- 1980 – Fun and Games (tévéfilm) ... Terri
- 1979 – The Two Worlds of Jennie Logan (tévéfilm) ... Lady sitting
- 1979 – The Best Place to Be (tévéfilm)
- 1979 – The Incredible Journey of Doctor Meg Laurel (tévéfilm) ... Rose Hooper
- 1978 – Battered (tévéfilm)
- 1977 – In the Glitter Palace (tévéfilm) ... Mrs. Bowman
- 1976 – Flood! (tévéfilm) ... Mrs. Parker
- 1975 – The Waltons (tévésorozat) ... Saleswoman
- 1975 – Adventures of the Queen (tévéfilm) ... Female Passenger
- 1975 – The Legend of Lizzie Borden (tévéfilm) ... Store customer
- 1946 – She Wrote the Book ... Phyllis Fowler
- 1944 – Enemy of Women ... Bertha
- 1944 – The Whistler ... Alice Walker
- 1943 – Here Comes Elmer ... Glenda Forbes
- 1939 – It Could Happen to You ... Doris Winslow
- 1939 – Winner Take All ... Julie Harrison
- 1939 – A három testőr ... Queen Anne
- 1938 – The Lady Objects ... Ann Adams
- 1938 – Time Out for Murder ... Margie Ross
- 1938 – Keep Smiling ... Carol Walters
- 1938 – Island in the Sky ... Julie Hayes
- 1938 – Rebecca of Sunnybrook Farm ... Gwen Warren
- 1938 – Change of Heart ... Carol Murdock
- 1937 – Life Begins in College ... Janet O'Hara
- 1937 – The Lady Escapes ... Linda Ryan
- 1937 – Girl Overboard ... Mary Chesbrooke
- 1936 – Wanted: Jane Turner ... Doris Martin
- 1936 – The Girl on the Front Page ... Joan Langford
- 1936 – 36 Hours to Kill ... Anne Marvis
- 1936 – The Crime of Dr. Forbes ... Ellen Godfrey
- 1936 – Poor Little Rich Girl ... Margaret Allen
- 1936 – The Prisoner of Shark Island ... Mrs. Peggy Mudd
- 1935 – Professional Soldier ... Countess Sonia
- 1935 – Laddie ... Pamela Pryor
- 1935 – Aranyásók 1935-ben (Gold Diggers of 1935) ... Amy Prentiss
- 1935 – Maybe It's Love ... Bobby Halevy
- 1934 – Gift of Gab ... Barbara Kelton
- 1934 – Here Comes the Navy
- 1934 – The Love Captive ... Alice Trask
- 1934 – I'll Tell the World ... Jane Hamilton
- 1934 – I Like it that Way ... Anne Rogers aka Dolly Lavern
- 1934 – Szerelem (Beloved) ... Lucy Tarrant Hausmann
- 1933 – Roman Scandals ... Princess Sylvia
- 1933 – A láthatatlan ember (The Invisible Man) ... Flora Cranley
- 1933 – Secret of the Blue Room ... Irene von Helldorf
- 1933 – It's Great to Be Alive ... Dorothy Wilton
- 1933 – The Girl in 419 ... Mary Dolan
- 1933 – The Kiss Before the Mirror ... Lucy Bernsdorf
- 1933 – Private Jones ... Mary Gregg
- 1933 – Sweepings ... Phoebe
- 1933 – Laughter in Hell ... Lorraine
- 1932 – Air Mail ... Ruth Barnes
- 1932 – The All-American ... Ellen Steffens
- 1932 – Back Street ... fiatal nő
- 1932 – Street of Women ... Doris 'Dodo' Baldwin
- 1932 – The Cohens and Kellys in Hollywood ... önmaga
- 1932 – Az öreg sötét ház (The Old Dark House) ... Margaret Waverton

## Fordítás
Ez a szócikk részben vagy egészben  a   Gloria Stuart című angol Wikipédia-szócikk fordításán alapul.  Az eredeti cikk szerkesztőit annak laptörténete sorolja fel. Ez a jelzés csupán a megfogalmazás eredetét és a szerzői jogokat jelzi, nem szolgál a cikkben szereplő információk forrásmegjelöléseként.